# 長野県道279号槍ヶ岳上高地線
長野県道279号槍ヶ岳上高地線（ながのけんどう279ごう やりがたけかみこうちせん）は、北アルプスの槍ヶ岳山頂と松本市の上高地とを結ぶ一般県道。典型的な登山路線であり、現在は道路の供用が廃止されている。

## 概要

### 路線データ
- 路線認定
  - 起点：槍ヶ岳山頂
  - 終点：松本市安曇（上高地）

## 歴史
この路線に該当する区間が県道として最初に認定されたのは、1922年（大正11年）の松本槍ヶ岳線（当時の表記は「松本鎗ケ嶽線」）であり、現在の国道158号から長野県道24号上高地公園線を経由して槍ヶ岳山頂へと至る路線であった。
その後その一部が、1953年（昭和28年）に二級国道福井松本線（現在の一般国道158号）の一部として、1954年（昭和29年）には主要地方道上高地公園線として指定される。そして1959年（昭和34年）の県道路線の大幅な改廃の際に松本槍ヶ岳線は廃止され、残余区間が槍ヶ岳上高地線として認定された。
認定当初は、槍ヶ岳山頂から南安曇郡安曇村字上高地（現松本市）までの21.6kmが区域とされていたが、1982年（昭和57年）に道路の供用が廃止された。令和4年長野県道路現況では本路線の記載はなく、実質的に廃止された県道の扱いとなっている。